# Mitromorpha santosi
Mitromorpha santosi is een slakkensoort uit de familie van de Mitromorphidae. De wetenschappelijke naam van de soort is voor het eerst geldig gepubliceerd in 2010 door Lima, Barros & Francisco.